# Kees (Toponym)

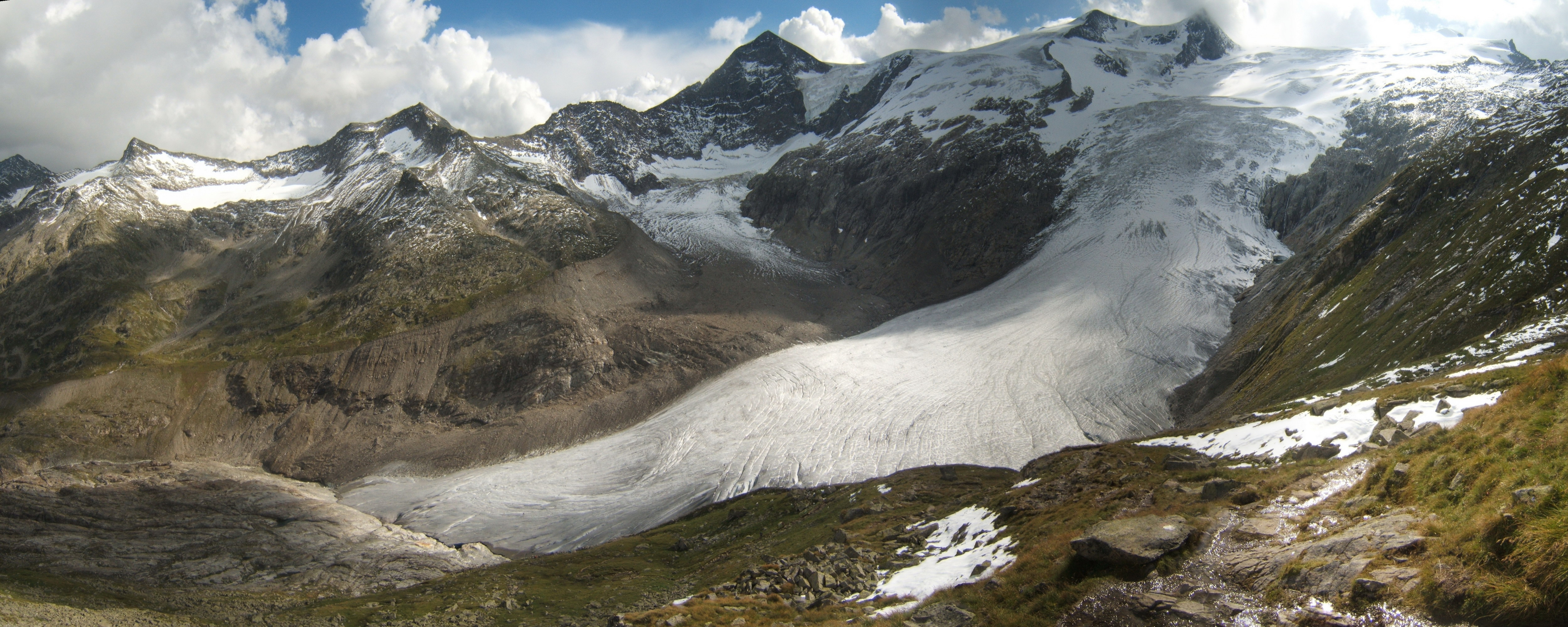
Schlatenkees in Osttirol

Das Kees ist in bestimmten Gegenden Tirols, Salzburgs und Kärntens die Bezeichnung für einen Gletscher. Sie findet sich heute hauptsächlich als Bestandteil von Gletschernamen.
Während im Westen Tirols die Bezeichnung Ferner (von Firn abgeleitet) verwendet wird, tritt in den Zillertaler Alpen und den Hohen Tauern der Name Kees auf. Die Grenze zwischen den Vorkommen bildet das Zillertal und in dessen Verlängerung der Tuxer Hauptkamm. Im Talschluss des Tuxer Tals finden sich mit dem Tuxer Ferner und dem Gefrorene-Wand-Kees beide Begriffe unmittelbar nebeneinander.
Im Zillertal bezeichnet das Kees nicht nur das Eis des Gletschers, sondern auch den davor befindlichen Moränenschotter. Keeswasser heißt der Gletscherbach.
Die Herkunft des Begriffes ist nicht geklärt, er hängt wohl mit althochdeutsch chēs (= Eis, Frost) zusammen.